# Copa Fraternidad 1976
La Copa Fraternidad 1976 fue la sexta edición de la Copa Fraternidad Centroamericana, torneo de fútbol a nivel de clubes de Centroamérica avalado por la Concacaf y que contó con la participación de 7 equipos de la región, un equipo más que en la edición anterior.
El Aurora FC de Guatemala fue el campeón del torneo por haber sido el equipo que acumuló más puntos durante el torneo, mientras que el CD Platense Municipal de El Salvador, campeón de la edición anterior, sorpresivamente ocupó el último lugar del torneo.

## Equipos participantes
| País                                  | Equipo                            | Vía de clasificación                                                                                           |
| ------------------------------------- | --------------------------------- | --- |
| El Salvador 2 cupos + Campeón vigente | Platense Municipal Águila Alianza | Campeón de la Copa Fraternidad 1975 Campeón de la Primera División 1975 Subcampeón de la Primera División 1975 |
| Costa Rica 2 cupos                    | Saprissa Cartaginés               | Campeón de la Primera División 1975 Subcampeón de la Primera División 1975                                     |
| Guatemala 2 cupos                     | Aurora Comunicaciones             | Campeón de la Liga Nacional 1975 Subcampeón de la Liga Nacional 1975                                           |

## Partidos
| Equipo 1           | Resultado | Equipo 2           |
| ------------------ | --------- | ------------------ |
| Aurora             | 2-2       | Alianza            |
| Águila             | 1-1       | Cartaginés         |
| Saprissa           | 1-0       | Comunicaciones     |
| Platense Municipal | 0-2       | Aurora             |
| Águila             | 1-3       | Aurora             |
| Saprissa           | 1-1       | Cartaginés         |
| Comunicaciones     | 3-0       | Alianza            |
| Águila             | 2-3       | Platense Municipal |
| Platense Municipal | 3-1       | Alianza            |
| Comunicaciones     | 4-1       | Águila             |
| Cartaginés         | 0-3       | Aurora             |
| Alianza            | 2-1       | Saprissa           |
| Comunicaciones     | 1-1       | Platense Municipal |
| Saprissa           | 0-2       | Águila             |
| Saprissa           | 5-1       | Platense Municipal |
| Aurora             | 5-2       | Comunicaciones     |
| Alianza            | 0-0       | Cartaginés         |
| Aurora             | 2-2       | Saprissa           |
| Cartaginés         | 1-2       | Comunicaciones     |
| Alianza            | 2-2       | Águila             |
| Platense Municipal | 1-0       | Cartaginés         |
| Alianza            | 0-0       | Aurora             |
| Cartaginés         | 0-0       | Águila             |
| Comunicaciones     | 0-0       | Saprissa           |
| Aurora             | 3-0       | Platense Municipal |
| Aurora             | 0-0       | Águila             |
| Cartaginés         | 0-0       | Saprissa           |
| Platense Municipal | 0-1       | Águila             |
| Alianza            | 4-0       | Platense Municipal |
| Águila             | 0-2       | Comunicaciones     |
| Aurora             | 2-1       | Cartaginés         |
| Saprissa           | 3-1       | Alianza            |
| Platense Municipal | 0-2       | Comunicaciones     |
| Águila             | 3-0       | Saprissa           |
| Cartaginés         | 3-0       | Alianza            |
| Saprissa           | 2-0       | Aurora             |
| Comunicaciones     | 0-0       | Cartaginés         |
| Águila             | 2-1       | Alianza            |
| Cartaginés         | 2-2       | Platense Municipal |

### Clasificación
| Club               | PTS | PJ | PG | PE | PP | GF | GC | +/- |
| ------------------ | --- | -- | -- | -- | -- | -- | -- | --- |
| Aurora             | 17  | 12 | 6  | 5  | 1  | 22 | 10 | +12 |
| Comunicaciones     | 16  | 12 | 6  | 4  | 2  | 18 | 9  | +9  |
| Saprissa           | 14  | 12 | 5  | 4  | 3  | 17 | 13 | +4  |
| Águila             | 12  | 12 | 4  | 4  | 4  | 15 | 16 | -1  |
| Cartaginés         | 10  | 12 | 1  | 8  | 3  | 9  | 11 | -6  |
| Alianza            | 8   | 12 | 2  | 4  | 6  | 13 | 21 | -12 |
| Platense Municipal | 7   | 12 | 2  | 3  | 7  | 11 | 25 | -14 |

## Campeón
Aurora F.C.

Campeón
1º título